# Kumano-taisha (Yamagata)
Le Kumano-taisha (熊野大社) est un sanctuaire shinto historique situé à Miyauchi, Nan'yō, préfecture de Yamagata au Japon.
Le sanctuaire date du IXe siècle. C'est l'un des trois seuls grands sanctuaires Kumano au Japon.

## Référence
- (en) Cet article est partiellement ou en totalité issu de l’article de Wikipédia en anglais intitulé « Kumano Shrine (Yamagata) » (voir la liste des auteurs).